# Nicola Laudadio
Nicola Laudadio SJ (* 14. April 1891 in Noicattaro, Provinz Bari; † 1. April 1969) war ein italienischer Ordensgeistlicher und römisch-katholischer Bischof von Galle.

## Leben
Nicola Laudadio trat der Ordensgemeinschaft der Jesuiten bei und empfing am 26. Juli 1921 das Sakrament der Priesterweihe.
Am 28. Mai 1934 ernannte ihn Papst Pius XI. zum Bischof von Galle. Der Erzbischof von Colombo Pierre-Guillaume Marque OMI, spendete ihm am 30. September desselben Jahres die Bischofsweihe; Mitkonsekratoren waren der Bischof von Trincomalee, Gaston Robichez SJ, und der Bischof von Kandy, Bede Beckmeyer OSB.
Am 26. Mai 1964 nahm Papst Paul VI. das von Nicola Laudadio aus Altersgründen vorgebrachte Rücktrittsgesuch an und ernannte ihn zum Titularbischof von Ala Miliaria.